# Nemes körte
| Energia 58 kcal 242 kJ |         |
| Szénhidrátok | 15.46 g |
| - Cukrok 9.80 g |         |
| - Étkezési rostok 3.1 g |         |
| Zsír | 0 g     |
| Fehérje | 0.38 g  |
| Tiamin (B1-vitamin) 0.012 mg | 1%      |
| Riboflavin (B2-vitamin) 0.025 mg                                                                                                | 2%      |
| Niacin (B3-vitamin) 0.157 mg | 1%      |
| Pantoténsav (B5-vitamin) 0.048 mg                                                                                               | 1%      |
| B6-vitamin 0.028 mg | 2%      |
| Folsav (B9-vitamin) 7 μg | 2%      |
| C-vitamin 4.2 mg | 5%      |
| Kalcium 9 mg | 1%      |
| Vas 0.17 mg | 1%      |
| Magnézium 7 mg | 2%      |
| Foszfor 11 mg | 2%      |
| Kálium 119 mg | 3%      |
| Cink 0.10 mg | 1%      |
| A százalékos értékek az amerikai felnőttek számára javasolt napi mennyiségre (RDA) vonatkoznak. Forrás: USDA tápanyag adatbázis |         |

A nemes körte (Pyrus communis) egész Európában elterjedt, valószínűleg Ázsiából származó hibrid körtefaj. Középtermetű: ágrendszere 15 m magasra tör. Kérge sötétszürke, barázdált, fényes sötétzöld levelei tojásdadok, elliptikusak, kihegyesedők. Ötszirmú fehér virágai kevéssel a lombfakadás előtt nyílnak. A vadon termő példányok termései aprók, barnás vagy sárgás színűek, édesek.
Erdőkben, cserjésekben vadon is nő, de sok helyen termesztik. A nemesített fajták termése nagy, éretten sárga, esetleg kissé pirossal bemosott. Gondozás hiányában elvadulhat.

## Talaj-, víz- és hőigénye
A gyümölcsfajok közül talán az egyik leginkább víz- és hőigényes a körte, és alkalmazkodóképessége is kicsi. Nagyon fontos számára a kiegyenlített páratartalom, 700–800 mm, jó elosztású csapadék. A téli fagyoktól tartósan -20 °C-on károsodik, de a fajták között is van különbség. A nemesített fajtákat általában vadkörte vagy birs alanyra oltják. A birsalanyra oltottak általában érzékenyebbek a fagyokra, a virágzáskor -1 – -2 °C-on is károsodnak.
Csak jó szerkezetű, jó vízgazdálkodású, mélyrétegű talajokon várhatunk kielégíthető terméshozamokat. A vad alany alkalmazkodó képessége nagyobb, főleg a Vilmos és a Bosc kobakja viseli el a szárazabb fekvéseket. A nagyon meszes, száraz talajokon termése kövecses lesz.

## Fajtái
| Fajta neve                             | Típus       | Érési idő                           | Forrás |
| -------------------------------------- | ----------- | ----------------------------------- | ------ |
| Arabitka                               | nyári körte | június vége – július eleje          | [ 1 ]  |
| Arabitka G.                            | nyári körte | június vége – július eleje          | [ 1 ]  |
| Avranchesi jó Lujza                    | őszi körte  | szeptember eleje                    | [ 1 ]  |
| Bosc kobak (Alexander néven is ismert) | őszi körte  | szeptember vége                     | [ 1 ]  |
| Bohusné vajkörtéje                     | nyári körte | július vége – augusztus eleje       | [ 1 ]  |
| Clapp kedveltje                        | nyári körte | augusztus eleje                     | [ 1 ]  |
| Conference                             | őszi körte  | szeptember vége – október eleje     | [ 1 ]  |
| Diel vajkörte                          | őszi körte  | szeptember közepe–vége              | [ 1 ]  |
| Esperen bergamottja                    | téli körte  | október vége – november eleje       | [ 1 ]  |
| Favrené asszony                        | őszi körte  | augusztus vége – szeptember eleje   | [ 1 ]  |
| Giffard vajkörte                       | nyári körte | július közepe                       | [ 1 ]  |
| Guyot Gyula                            | nyári körte | augusztus közepe–vége               | [ 1 ]  |
| Hardenpont téli vajkörte               | téli körte  | október eleje                       | [ 1 ]  |
| Hardy vajkörte                         | őszi körte  | szeptember közepe                   | [ 1 ]  |
| Ilonka                                 | nyári körte | augusztus vége – szeptember eleje   | [ 1 ]  |
| Kornélia                               | nyári körte | július eleje                        | [ 1 ]  |
| Nemes Krasszán N. 1                    | téli körte  | október eleje–közepe                | [ 1 ]  |
| Papkörte                               | téli körte  | szeptember vége – október eleje     | [ 1 ]  |
| Piros Clapp                            | nyári körte | augusztus közepe                    | [ 1 ]  |
| Piros Vilmos                           | nyári körte | augusztus vége – szeptember eleje   | [ 1 ]  |
| Pisztráng                              | téli körte  | szeptember közepe                   | [ 1 ]  |
| Serres Olivér                          | téli körte  | október vége                        | [ 1 ]  |
| Társulati esperes                      | őszi körte  | szeptember vége                     | [ 1 ]  |
| Téli esperes                           | téli körte  | október vége                        | [ 1 ]  |
| Vilmos                                 | nyári körte | augusztus közepe – szeptember eleje | [ 1 ]  |